# Артёменко, Николай Михайлович
Никола́й Миха́йлович Артёменко (укр. Микола Михайлович Артеменко; 13 января 1926, Городище, Черкасской области — 1 июня 1991, там же) — украинский учёный-агроном и государственный деятель, депутат Верховной Рады Украины I созыва (1990—1991), действительный член Украинской Академии аграрных наук, лауреат Государственной премии УССР.

## Биография
Родился 13 января 1926 года в городе Городище, Черкасской области в крестьянской семье.
До начала Великой Отечественной войны успел окончить семь классов неполной средней школы. Во время нацистской оккупации Николая Артёменко дважды вывозили на принудительные работы в Германию, но каждый раз ему удавалось бежать и скрываться.
В 1944 году он начал срочную службу в рядах Красной Армии. Пройдя войну бойцом-миномётчиком 90-го стрелкового полка 95-й стрелковой дивизии Первого Белорусского фронта, окончил её инвалидом II группы.
С 1945 до 1948 год учился в Бобрицком сельскохозяйственном техникуме.
В 1948—1950 годах работал агрономом колхоза имени В. Молотова в селе Петропавловка Городищенского района Черкасской области.
В 1950—1952 годах был агрономом-землеустроителем Городищенского районного управления сельского хозяйства и агрономом-каучуковедом заготовительного пункта «Главросткаучук».
В 1952—1953 годах занимал должность учителя биологии Набоковской семилетней школы.
В 1953—1956 годах работал агрономом колхоза «Октябрь» в селе Калиновка Городищенского района.
В 1956—1963 годах был агрономом, позже председателем правления колхоза «Советская Украина» села Вязовок Городищенского района.
В 1963—1966 годах занимал должность начальника Корсунь-Шевченковского производственного колхозно-совхозного управления Черкасской области.
В 1966—1987 годах работал директором Млиевской научно-исследовательской станции садоводов АН УССР имени Л. П. Симиренко.
С 1987 года занимал должность генерального директора научно-производственного объединения «Сад», директора Млиевского научно-исследовательского института садоводов АН УССР имени Л. П. Симиренко.
Параллельно с этим занимался общественной и политической деятельностью. В 1950 году вступил в ряды КПУ. Работал секретарем первичной организации ЛКСМУ, был членом районных комитетов ЛКСМУ и КПУ, депутатом районного и областного советов, членом координационно-методологического совета Всесоюзного научно-исследовательского института садоводов, членом Центрального управления Украинского общества дружбы и культурных связей с зарубежными странами, членом Президиума Черкасской области общества охраны природы и председателем Городищенского районного Комитета польско-советской дружбы.
Доктор экономических наук, профессор, действительный член Украинской Академии аграрных наук.
В 1990 году был выдвинут кандидатом в Народные депутаты Украины трудовым коллективом Млиевского научно-исследовательского института садоводов АН УССР имени Л. П. Симиренко.
18 марта 1990 года был избран депутатом Верховной Рады Украины I созыва от Шполянского избирательного округа № 429 (Черкасская область). 15 мая 1990 года был избран в состав временного Президиума Верховного Совета УССР, которая до 7 июня 1990 года руководила парламентской работой. 23 июля 1990 года принимал участие в выборах Председателя Верховного Совета УССР, занял четвёртое место (9 голосов «за» и 397 «против»).
Умер 1 июня 1991 года в городе Городище Черкасской области.

## Награды
- Лауреат Государственной премии УССР.
- Лауреат премии имени Л. П. Симиренко.
- Орден Отечественной Войны I степени.
- Орден Октябрьской Революции.
- два Ордена Трудового Красного Знамени.
- два Ордена «Знак Почёта».
- 15 медалей.
- Заслуженный агроном УССР.